# سیارک ۹۰۵۶
سیارک ۹۰۵۶ (به انگلیسی: 9056 Piskunov، نامگذاری:1992EQ14) نه هزار و پنجاه و ششمین سیارک کشف شده‌است که در ۱ مارس ۱۹۹۲ کشف شد.
قدر مطلق سیارک برابر ۳۷.۱ است.